# Windhaag bei Freistadt
Windhaag bei Freistadt ist eine Marktgemeinde in Oberösterreich im Bezirk Freistadt im Mühlviertel mit 1597 Einwohnern (Stand 1. Jänner 2024).

## Geografie
Windhaag bei Freistadt liegt auf 723 m Höhe im Mühlviertel. Die Ausdehnung beträgt von Nord nach Süd 9 und von West nach Ost 9,5 Kilometer. Die Gesamtfläche beträgt 42,85 Quadratkilometer. Davon sind 18 Prozent landwirtschaftliche Nutzfläche und 43 Prozent sind bewaldet.

### Gemeindegliederung
Das Gemeindegebiet umfasst folgende 13 Ortschaften (in Klammern Einwohnerzahl Stand 1. Jänner 2024):
- Elmberg (47)
- Freiwalddorf (50)
- Mairspindt (120)
- Obernschlag (68) samt Aufreiter
- Oberpaßberg (97)
- Oberwindhaag (92)
- Pieberschlag (114) samt  Firnsingmühle, Pieberschlag-Zerstreute Häuser und Schlöglmühle
- Predetschlag (62) samt  Halthäusl und Meinberg
- Prendt (133)
- Riemetschlag (112)
- Spörbichl (101) samt Pöstlhof
- Unterwald (73)
- Windhaag bei Freistadt (528) samt Felbermühl und Schwabenberg

Die Gemeinde besteht aus den Katastralgemeinden Riemetschlag, Spörbichl und Windhaag bei Freistadt.
Die Gemeinde gehört zum Gerichtsbezirk Freistadt.

### Nachbargemeinden
| Leopoldschlag | Dolní Dvořiště (CZ)                         | Pohorská Ves (CZ) |
| Grünbach      | Kompassrose, die auf Nachbargemeinden zeigt | Sandl             |
|               | Grünbach                                    |                   |

## Geschichte
Ursprünglich im Ostteil des Herzogtums Bayern liegend, gehörte das Gebiet seit dem 12. Jahrhundert zum Herzogtum Österreich. Nach 1120 erfolgte langsam die Rodung des Freiwalds nördlich von Freistadt, womit die Besiedelung Windhaags ihren Ausgang nahm. Das früheste Schriftzeugnis ist „Winthag“ (1456). Der Name bedeutet Hag an einer exponierten, windigen Stelle oder aber von Slawen besiedelter Hag (vgl. Wenden). 1380 wurde eine hölzerne Rodungskapelle urkundlich erwähnt. 1487 wurde eine spätgotische Kirche von Starhembergischen Grundherrn errichtet, die noch der Mutterpfarre in Grünbach inkorporiert war, und 1507 vom Passauer Bischof geweiht wurde. Ab 1490 wurde der Ort dem Fürstentum 'Österreich ob der Enns' zugerechnet.
Bereits 1614 wurde von einer Schule und einer Wasserleitung berichtet. Auf Grund des Aufschwungs der Ortschaft wurde am 12. Mai 1641 von Kaiser Ferdinand III. das Marktrecht verliehen und Windhaag bekam einen Pranger. Als Grundherr ist zu dieser Zeit Heinrich Wilhelm von Starhemberg (Herrschaft Reichenau) in der Chronik vermerkt. Die wirtschaftliche Entwicklung vollzog sich im Brauereigewerbe und im Garn- und Zwirnhandel. 1680 wurde von einem großen Brand der Pfarrkirche berichtet.
1704 wurde die wieder instandgesetzte Kirche der Mittelpunkt der nun selbständigen Pfarre Windhaag. Vom Mittelalter bis ins 19. Jahrhundert gab es eine Schwemme auf der Maltsch, damit wurde Bauholz nach Norden in Richtung Budweis und Prag verbracht. Auf Grund der Lage abseits der großen Handelsstraßen wurde der Markt von großen Kriegswirren verschont.
Im 18. Jahrhundert wurde die Schule im Haus Nr. 7 untergebracht. Brände wurden 1841 und 1872 gemeldet, wobei letzter der Kirche das heutige Aussehen brachte. 1848 wurde Leopold Sicher der erste Bürgermeister der neuen Gemeinde und trat an die Stelle des Marktrichters. Die 1873 nach dem Brand erbaute Schule wurde bis 1967 genutzt.
Anton Bruckner war von 1841 bis 1843 Aushilfslehrer in Windhaag. Im alten Schulhaus ⊙ findet man Erinnerungsstücke wie alte Schulbänke und Tintenfässer. In der Kirche war er für die Musik zuständig. Er komponierte die Windhaager Messe für die Solosängerin des Kirchenchors.
Ab 1918 gehörte der Ort zum Bundesland Oberösterreich. Nach dem Anschluss Österreichs an das Deutsche Reich am 13. März 1938 gehörte der Ort zum Gau Oberdonau, seit 1945 wieder zu Oberösterreich.
1993 als „Schönstes Dorf“ Oberösterreichs geehrt, erfolgte 1997 die Preisverleihung als Energiespargemeinde durch den O.Ö. Energiesparverband. Am 20. September 2002 erhielt die Gemeinde den Österreichischen Solarpreis, am 4. Dezember 2002 erfolgte die Europäische Solarpreisverleihung von Eurosolar in Berlin.

## Bevölkerung

### Entwicklung und Struktur
Im Jahr 1869 wohnten im Gemeindegebiet 1685 Menschen. Bis 1961 wuchs die Bevölkerung auf 1898 Menschen an, der höchste Stand in der Geschichte. Seit 1961 schrumpft die Bevölkerung merklich, was vermutlich auf die dezentrale Lage zurückzuführen ist. Im Jahr 1991 hatte die Gemeinde 1848 Einwohner, bei der Volkszählung 2001 nur mehr 1734, was einem Rückgang von 6,6 % entspricht. Am 1. Jänner 2018 verzeichnete die Gemeinde 1579 Einwohner und zwar 799 Männer und 780 Frauen (50,6 % zu 49,4 %).
| Alter         | Anzahl | Prozent |
| ------------- | ------ | ------- |
| bis 20 Jahre  | 343    | 22 %    |
| 20 – 64 Jahre | 976    | 62 %    |
| 65 und älter  | 260    | 16 %    |

|               | Anzahl | Prozent |
| ------------- | ------ | ------- |
| Pflichtschule | 425    | 32 %    |
| Lehre         | 737    | 56 %    |
| Matura        | 107    | 8 %     |
| Hochschule    | 54     | 4 %     |

### Herkunft und Sprache
Der deutsche Dialekt, der im Raum Windhaag sowie in Oberösterreich allgemein gesprochen wird, ist das Mittelbairische. 96,2 % der Windhaager gaben 2001 Deutsch als Umgangssprache an. Weitere 2,9 % sprachen hauptsächlich türkisch, 0,6 % tschechisch, der Rest sprach andere Sprachen.
Der Anteil der Windhaager mit ausländischer Staatsbürgerschaft lag 2001 mit 3,5 % unter dem Durchschnitt Oberösterreichs. Dabei hatten 2,4 % der Windhaager Bevölkerung eine Staatsbürgerschaft der Türkei, 0,2 % eine aus Deutschland und 0,9 % entfielen auf sonstige Staatsbürger. Insgesamt waren 2001 etwa 3,5 % der Windhaager in einem anderen Land als in Österreich geboren.

## Kultur und Sehenswürdigkeiten

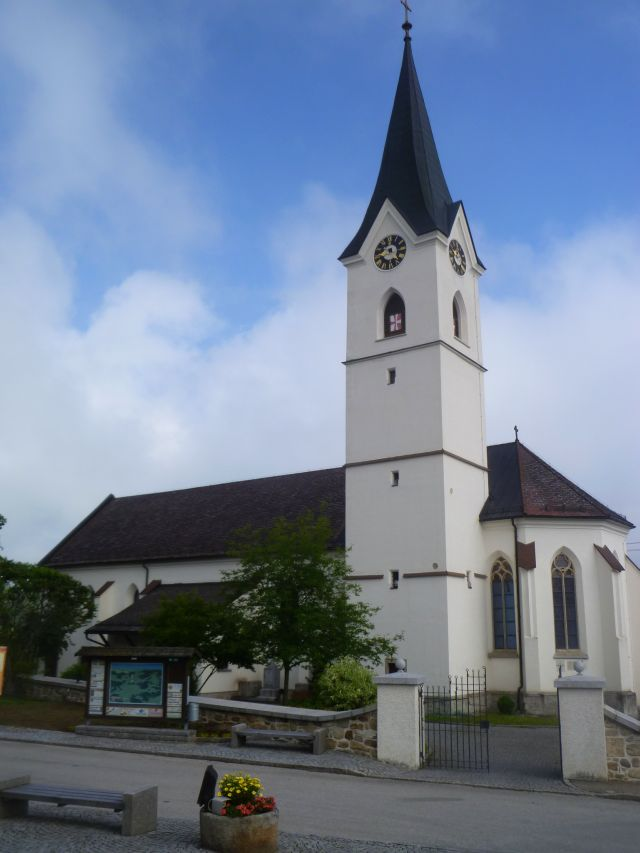
Pfarrkirche Windhaag bei Freistadt

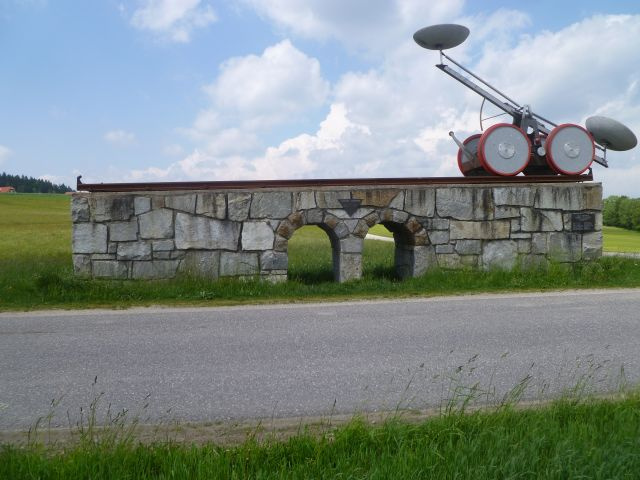
Wettershuttle auf der kontinentalen Wasserscheide, 1999 von Gerhard Eilmsteiner. Am Skulpturenweg.

- Katholische Pfarrkirche Windhaag bei Freistadt hl. Stephanus
- Windpark Spörbichl: Windkraftwerk
- Das Wettershuttle: Eine Maschine, die auf der kontinentalen Wasserscheide steht und vom Wasser angetrieben wird.
- Die Uhr: Die größte mechanische Uhr des Mühlviertels aus Granit, Bronze und Stahl mit einer Masse von 10 Tonnen, davon 5,5 bewegt.
- Steinerne Brücke: Grenzübergang nach Tschechien für Fußgänger, Radfahrer, Schifahrer und Reiter mit Pferd.

### Museen
Windhaag bei Freistadt liegt an der Mühlviertler Museumsstraße. Im Gemeindegebiet befinden sich 5 Museen:
- Freilichtmuseum Venetianersäge Felbermühle: Eine aus alten Bauteilen zusammengestellte Schausäge. Sie ist voll funktionsfähig und veranschaulicht den Mechanismus einer Einblattsäge.
- Hofwieshammer: Der letzte Sägehammer Österreichs, stammt aus dem 16. Jahrhundert und war bis 1938 in Betrieb.
- Green Belt Center: Das österreichisch-tschechische Besucherinformationszentrum präsentiert im Rahmen von drei Dauerausstellungen die Themen Mensch und Natur, das Grüne Band Europa und Eiserner Vorhang.

### Naturdenkmäler
- Rauschender Felsen : In der Nähe der Ortschaft Hammern befindet sich eine rund 6 Meter hohe Granitformation. Nur im Nahbereich des Steines hört man das Rauschen der Maltsch.
- Edelbauer Steinfelsen : Felsformation mit Aufstiegshilfen
- Sakristei bei der Jankus-Kirche : Steinfelsen mit Aufstiegssicherungen und Aussichtspunkt samt Informationstafel

### Musik
- Marktmusikkapelle Windhaag
- Feuerwehrmusik Windhaag
- Kirchenchor Windhaag
- Chor „The Voices“

## Wirtschaft und Infrastruktur
- Wirtschaftsstruktur: Windhaag ist eine landwirtschaftlich geprägte Gemeinde, 150 Erwerbstätige arbeiten in der Land- und Forstwirtschaft, knapp über hundert jeweils im Produktionssektor und im Dienstleistungssektor.[9]
- Bildung: Im Ort stehen ein Kindergarten, eine Volksschule, eine Mittelschule und eine Zweigstelle der Landesmusikschule zur Verfügung.[10]
- Gesundheit: Weiters gibt es in der Gemeinde einen praktischen Arzt.
- Feuerwehr: Im Gemeindegebiet existieren fünf Freiwillige Feuerwehren (FF). Die FF Windhaag, FF Paßberg, FF Prendt – Elmberg, FF Spörbichl und FF Unterwald sorgen für den Brandschutz und die allgemeine Hilfe.

### Sport
- Sportunion Windhaag: Der Fußballverein spielt in der 2. Klasse NordMitte, in der achten Spielklasse Österreichs.

## Politik

### Gemeinderat
Der Gemeinderat hat 19 Mitglieder.
- Mit den Gemeinderats- und Bürgermeisterwahlen in Oberösterreich 2003 hatte der Gemeinderat folgende Verteilung: 12 ÖVP, 5 SPÖ und 2 FPÖ.
- Mit den Gemeinderats- und Bürgermeisterwahlen in Oberösterreich 2009 hatte der Gemeinderat folgende Verteilung: 12 ÖVP, 4 SPÖ und 3 FPÖ.
- Mit den Gemeinderats- und Bürgermeisterwahlen in Oberösterreich 2015 hatte der Gemeinderat folgende Verteilung: 11 ÖVP, 4 SPÖ und 4 FPÖ.
- Mit den Gemeinderats- und Bürgermeisterwahlen in Oberösterreich 2021 hat der Gemeinderat folgende Verteilung: 12 ÖVP, 4 SPÖ und 3 BIWI.[11][12]

Ab dem Jahr 1945 erreichte die ÖVP immer die absolute Mehrheit. Zweitstärkste Partei wurde jeweils die SPÖ. Die FPÖ tritt erst seit 1997 bei den Wahlen an, ansonsten beteiligen sich keine weiteren Parteien an den Gemeinderatswahlen. 2003 wurde die ÖVP mit 59,2 % stimmenstärkste Partei, 2009 mit 61,2 % und 2015 mit 59,0 % was jeweils einer absoluten Mehrheit entspricht. Die Fraktion der FPÖ löste sich per 31. Jänner 2019 auf und ist derzeit nicht mehr im Gemeinderat vertreten.

### Bürgermeister
- bis 2008 Alfred Klepatsch (ÖVP)
- 2008–2019 Erich Traxler (ÖVP)
- seit 2019 Martin Kapeller (ÖVP)

### Wappen

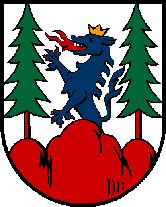
Wappen Windhaag

Das Wappen ist in Silber gehalten und zeigt einen roten Felsendreiberg. Aus der Mittelkuppe wächst ein feuerspeiender, golden gekrönter und rot bewehrter Panther, der rechts und links von je einem grünen Nadelbaum flankiert ist. Der Rote Panther ist das Wappentier der Starhemberger, die in der zweiten Hälfte des 14. Jahrhunderts Windhaag am Waldt erwarben. Die Starhemberger haben auch die Markterhebung durchgesetzt.
Die Verleihung des Gemeindewappens und die Genehmigung der Gemeindefarben erfolgten am 12. Mai 1641, zeitgleich mit der Markterhebung.

## Persönlichkeiten

### Söhne und Töchter der Gemeinde
- Franz Traxler (1876–1950), Mitglied der Konstituierenden Nationalversammlung und Nationalratsabgeordneter, CSP[16]

### Personen mit Bezug zur Gemeinde
- Maria Christine Jachs (* 1956), Politikerin, Abgeordnete zum OÖ Landtag